# Égyptien ancien
Pour les articles homonymes, voir Égyptien.
L'égyptien ancien est une langue chamito-sémitique autrefois parlée dans l'Égypte antique et écrite au moyen des hiéroglyphes. Aujourd'hui éteinte, elle a cependant donné naissance à la langue copte, écrite au moyen de l'alphabet copte, langue liturgique qui a cessé d'être utilisée comme langue vivante et a été remplacée par l'arabe.

## Classification

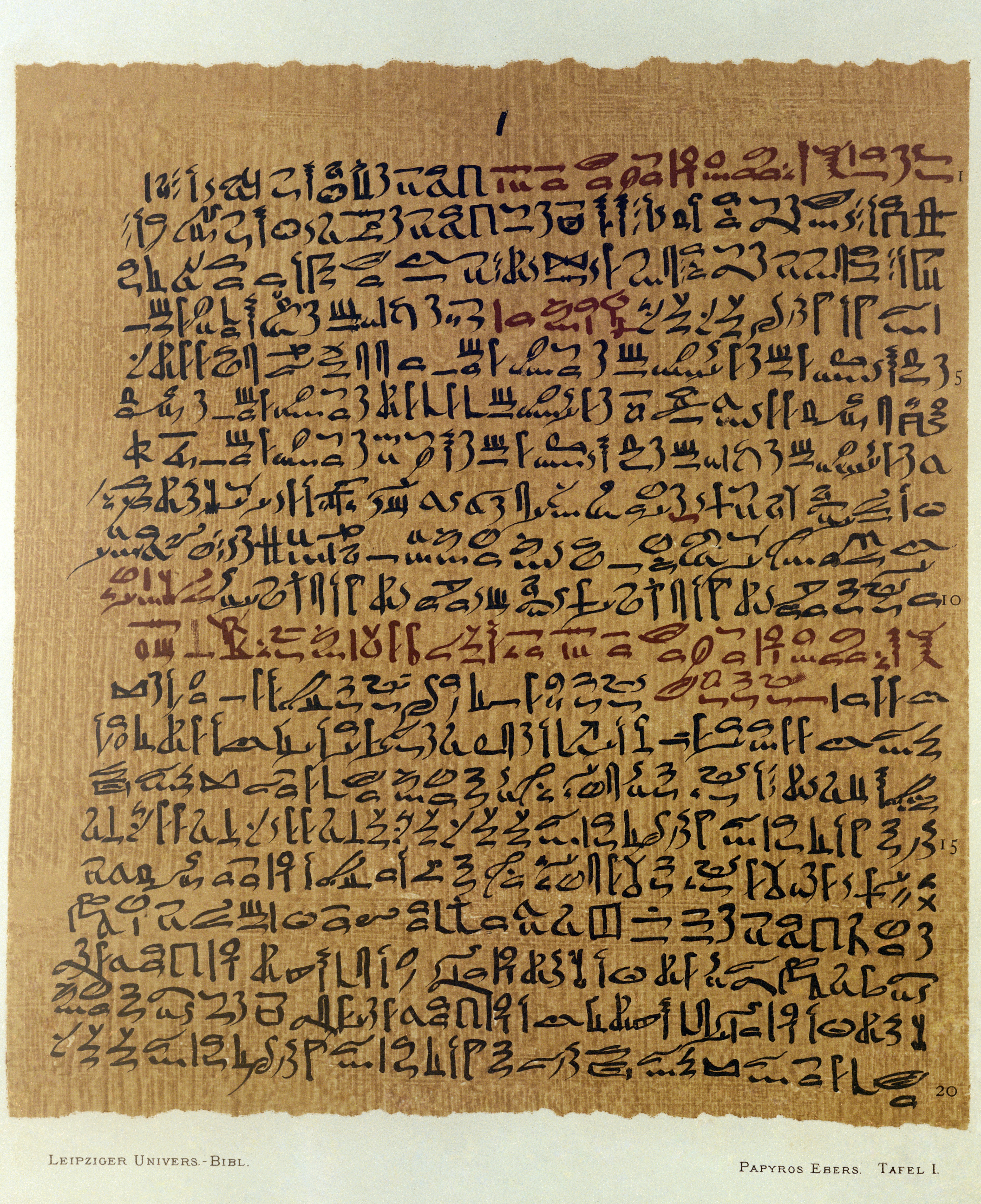
« Papyrus d'Ebers » (écrit en hiératique).

L'égyptien est classé comme étant une langue chamito-sémitique, dont la syntaxe, la forme des pronoms et terminaisons pronominales ainsi que certains mots de vocabulaire, déchiffrés grâce aux hiéroglyphes se rapprochent des langues berbères, sémitiques et plus ou moins couchites. Plusieurs linguistes avaient remarqué la similarité entre différentes langues d'Afrique du Nord et du Moyen-Orient ; plusieurs auteurs du XIXe siècle nommèrent cette relation chamito-sémitique, chamite pour les langues berbères et l'égyptien, et sémitique pour les langues telles que l'hébreu, l'arabe ou l'araméen. Plus tard viendront s'ajouter les langues couchitiques.
Les caractéristiques typologiques sont entre autres : morphologie fusionnelle, racines lexicales consonantiques, une série de consonnes emphatiques, un système à trois voyelles /a i u/, un suffixe nominal féminin *-at, un préfixe nominal m-, un suffixe adjectival -ī.

## Histoire

Évolution des variétés de la langue égyptienne ancienne en fonction du temps (de 3000 av. J.-C. à la période islamique) et des registres de langue (théologique, officiel, littéraire et courant).

L'évolution de la langue égyptienne sur plus de 4 500 ans peut se découper en six grandes périodes qui sont identifiées par des particularités phonologiques, grammaticales, lexicales et orthographiques :
- l'égyptien dit de « la première phase » :
  - l'égyptien archaïque, langue pratiquée durant la période prédynastique égyptienne et la période thinite ;
  - le vieil égyptien, langue pratiquée durant l'Ancien Empire et la Première Période intermédiaire ;
  - le moyen égyptien, langue pratiquée durant le Moyen Empire et la Deuxième Période intermédiaire, qui représente l'égyptien « classique ».
- l'égyptien dit de « la seconde phase » :
  - le néo-égyptien, langue pratiquée durant le Nouvel Empire et la Troisième Période intermédiaire ;
  - le démotique de la Basse époque ;
  - le copte, attesté dès le IIe siècle et encore parlé par les paysans de Haute-Égypte au XVIIe siècle. Il reste la langue liturgique de l'Église copte.

L'écriture égyptienne a été datée d'environ -3200. Ces premiers textes sont généralement regroupés sous le terme général de textes « archaïques égyptiens ». 
En 1999, le magazine Archéologie a rapporté que les premiers glyphes égyptiens datent de -3400.
L'ancien égyptien a été parlé pendant quelque cinq cents ans à partir de -2600. Le moyen égyptien a été parlé d'environ -2000 pour une durée de sept cents autres années où le néo-égyptien a fait son apparition ; le moyen égyptien a toutefois survécu jusqu'aux premiers siècles de notre ère comme une langue écrite, semblable à l'usage du latin au Moyen Âge et de l'arabe classique aujourd'hui. Le démotique apparaît vers -650 et a survécu comme langue parlée jusqu'au Ve siècle de notre ère. Le copte égyptien est quant à lui apparu au cours du IVe siècle de notre ère et a survécu en tant que langue vivante jusqu'au XVIIe siècle. Il a probablement survécu dans la campagne égyptienne en tant que langue parlée pendant plusieurs siècles encore. Le dialecte bohaïrique copte est encore utilisé par les Églises chrétiennes d'Égypte.
Les vieux, moyen et néo-égyptien ont tous été écrits en utilisant les hiéroglyphes et le hiératique. Le démotique a été écrit en utilisant un alphabet dérivé du hiératique, son apparence est vaguement similaire à l'écriture arabe moderne et il est également écrit de droite à gauche (bien que les deux peinent à tenir une relation). Le copte est écrit en utilisant l'alphabet copte, une forme modifiée de l'alphabet grec comprenant un certain nombre de symboles empruntés au démotique pour les sons qui n'existent pas en grec ancien.

## Dialectes

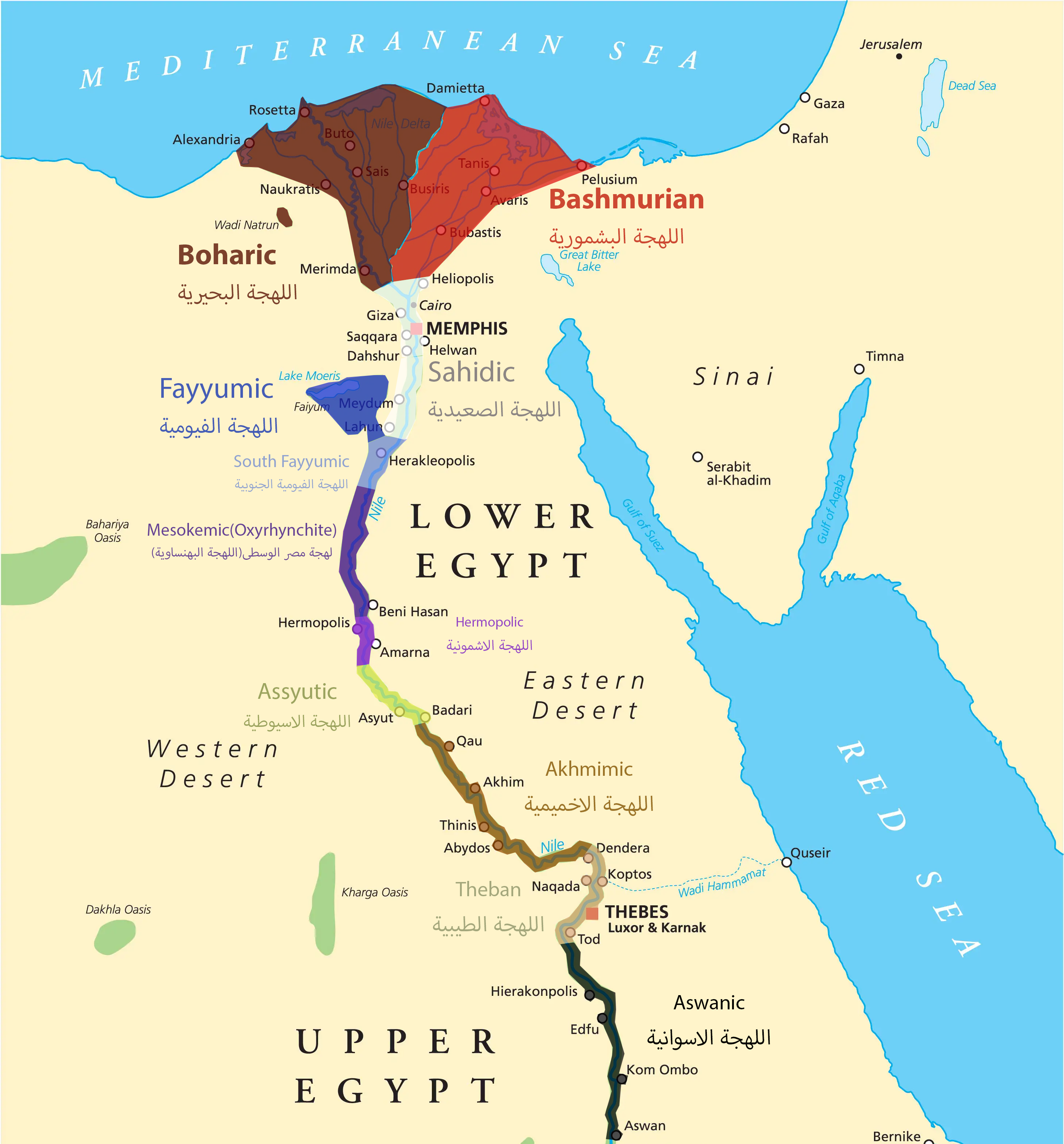
Carte des dialectes coptes.

On trouve des traces de variations dialectales en égyptien dès le IIIe millénaire av. J.-C., mais elles demeurent très rares ; cela s'explique par le conservatisme inhérent aux écritures hiéroglyphiques et par le fait que la plupart des textes égyptiens hiéroglyphiques sont rédigés dans un registre littéraire prestigieux plutôt que dans la langue vernaculaire de leur auteur. Par conséquent, les différences dialectales n'apparaissent pas dans l'égyptien écrit avant l'adoption de l'alphabet copte,. Néanmoins, il est clair que des différences dialectales existaient avant la période copte. Dans une lettre en rédigée égyptien tardif (datée d'environ 1200 av. J.-C.), un scribe plaisante en disant que l'écriture de son collègue est incohérente, comme « le langage d'un homme du Delta avec celui d'un homme d'Éléphantine »,.
Récemment, des traces de dialectes internes ont été découvertes dans des paires de mots similaires en égyptien qui, compte tenu de leurs similitudes avec les dialectes coptes ultérieurs, pourraient dériver des dialectes du nord et du sud de l'égyptien. Le copte écrit compte cinq dialectes principaux, qui diffèrent principalement par leurs conventions graphiques — notamment le dialecte saïdique du sud, le principal dialecte classique, et le dialecte bohairique du nord, actuellement utilisé dans les services de l'Église copte,.

## Grammaire

### Morphologie

#### Noms
Les noms égyptiens peuvent être masculins ou féminins (indiqué comme avec d'autres langues afro-asiatiques en ajoutant un t) ainsi que singulier et pluriel.
Les articles (à la fois définis et indéfinis) ne se développent pas avant le néo-égyptien, mais sont largement utilisés par la suite.

#### Pronoms
L'égyptien a trois types de pronoms personnels : les suffixes, enclitiques et les pronoms indépendants. Il dispose également d'un certain nombre de terminaisons verbales ajoutées à l'infinitif pour former le statif, qui sont considérés par certains linguistes comme un « quatrième » ensemble de pronoms personnels. Ils portent ressemblance à leurs homologues sémitiques et berbères. Les trois principaux ensembles de pronoms personnels sont les suivants :
| Personne              | Suffixe | Dépendant | Indépendant |
| 1er singulier         | -ı͗      | wı͗        | ı͗nk         |
| 2e singulier masculin | -k      | tw        | ntk         |
| 2e singulier féminin  | -t      | tn        | ntt         |
| 3e singulier masculin | -f      | sw        | ntf         |
| 3e singulier féminin  | -s      | sy        | nts         |
| 1er pluriel           | -n      | n         | ı͗nn         |
| 2e pluriel            | -tn     | tn        | nttn        |
| 3e pluriel            | -sn     | sn        | ntsn        |

Il y a également des pronoms démonstratifs (ce que, celui-ci et ceux-ci), au pluriel masculin, féminin, et commun :
| Masculin | Féminin | Pluriel | Signification                   |
| pn       | tn      | nn      | cet, ce, cette, ces             |
| pf       | tf      | nf      | ce, ces                         |
| pw       | tw      | nw      | cet, ce, cette, ces (archaïque) |

Enfin, il y a les pronoms interrogatifs (quoi, qui, etc.) qui possèdent des ressemblances avec leurs homologues sémitiques et berbères :
| mı͗   | Qui ? Quoi ? | (dépendant)                |
| ptr  | Qui ? Quoi ? | (indépendant)              |
| iḫ   | Quoi ?       | (dépendant)                |
| ı͗šst | Quoi ?       | (indépendant)              |
| zı͗   | Qui ?        | (indépendant et dépendant) |

#### Verbes
La morphologie verbale égyptienne peut être divisée en deux formes : les verbes finis et non finis. Les verbes qualifiés de finis véhiculent les personnes, le temps/l'aspect, l'humeur, et la voix. Les formes non finies se produisent sans sujet et ils sont l'infinitif et les participes. Il existe deux temps principaux en égyptien : les formes passées et imperfectives. Celles-ci sont déterminées à partir de leur contexte syntaxique.

#### Adjectifs
L'adjectif s'accorde en genre et en nombre avec son nom.

#### Prépositions
Les prépositions égyptiennes viennent avant le nom.
| m  | dans, comme, avec, de |
| n  | pour                  |
| r  | à                     |
| ı͗n | par                   |
| ḥn | avec                  |
| ḥr | sur                   |
| ḥ  | à côté                |
| ẖr | sous                  |
| ḏr | depuis                |

## Phonologie
Bien que la phonologie consonantique de la langue égyptienne puisse être reconstituée, sa phonétique exacte demeure inconnue, et les opinions divergent quant à la classification des phonèmes individuels. De plus, l'égyptien étant documenté sur une période de 2 000 ans, les phases archaïque et tardive ont pu grandement diverger et d'importants changements phonétiques ont dû se produire durant cette longue période.
Phonologiquement, l'égyptien opposait les consonnes labiales, alvéolaires, palatales, vélaires, uvulaires, pharyngiennes et glottiques. Il opposait également les consonnes sourdes et emphatiques, comme dans d'autres langues chamito-sémitiques, mais la manière exacte dont les consonnes emphatiques étaient réalisées demeure inconnue. 
Les voyelles n'étant écrites qu'en copte, les reconstitutions du système vocalique égyptien sont beaucoup plus incertaines et reposent principalement sur des données coptes et des traces de mots égyptiens, en particulier de noms propres, dans d'autres langues/systèmes d'écriture.
Les prononciations reconstituées par ces moyens ne sont utilisées que par quelques spécialistes de la langue. Pour le reste, la « prononciation égyptologique » est utilisée, mais elle présente souvent peu de similitudes avec ce que l'on sait être de la prononciation égyptienne.

### Consonnes

#### Vieil égyptien
Les consonnes suivantes sont reconstituées pour la variante archaïque de la langue (avant 2600 av. J.-C.) et le vieil égyptien (2686-2181 av. J.-C.), avec leurs équivalents API entre crochets s'ils diffèrent du schéma de transcription habituel :
|            |           | Labiales | Alvéolaires | Postalvéolaires | Palatales | Vélaires | Uvulaires | Pharyngales | Glottales |
| ---------- | --------- | -------- | ----------- | --------------- | --------- | -------- | --------- | ----------- | --------- |
| Nasales    | Nasales   | m        | n           |                 |           |          |           |             |           |
| Occlusives | Sourdes   | p        | t           |                 | ṯ c       | k        | q         |             | ʔ         |
| Occlusives | Sonores   | b        | d           |                 | ḏ ɟ       | ɡ        |           |             |           |
| Fricatives | Sourdes   | f        | s           | š ʃ             | ẖ ç       |          | ḫ χ       | ḥ ħ         | h         |
| Fricatives | Sonores   |          | z           |                 |           |          |           | ꜥ (ʿ) ʕ     |           |
| Spirantes  | Spirantes | w        | l           |                 | j         |          |           |             |           |
| Roulées    | Roulées   |          | r           |                 |           |          | ꜣ (ȝ) ʀ   |             |           |

/l/ n'a pas de représentation indépendante dans l'orthographe hiéroglyphique, et il est fréquemment écrit comme s'il s'agissait d'un /n/ ou d'un /r/, probablement parce que la norme écrite de l'égyptien ancien est basée sur un dialecte dans lequel /l/ a fusionné avec d'autres sonorités. 

#### Moyen égyptien
En moyen égyptien (2055–1650 av. J.-C.), plusieurs changements consonantiques ont lieu. Au début du Moyen Empire, /z/ et /s/ ont fusionné, et les graphèmes ⟨s⟩ et ⟨z⟩ sont utilisés de manière interchangeable. De plus, /j/ devient /ʔ/ au début d'une syllabe atone (⟨jwn⟩ /jaˈwin/ > */ʔaˈwin/ « couleur ») et après une voyelle accentuée (⟨ḥjpw⟩ */ˈħujpVw/ > /ˈħeʔp(Vw)/ « [le dieu] Apis »).

#### Égyptien tardif
En égyptien tardif (1069-700 av. J.-C.), les phonèmes /d/ /ḏ/ /g/ fusionnent progressivement avec leurs homologues /t/ /ṯ/ /k/ (⟨dbn⟩ */ˈdiːban/ > transcription akkadienne ti-ba-an « dbn-poids »). De plus, /ṯ/ /ḏ/ deviennent souvent /t d/, mais ils sont conservés dans de nombreux lexèmes ; ꜣ devient /ʔ/ ; et /t r j w/ devient /ʔ/ à la fin d'une syllabe accentuée et finalement en finale de mot : ⟨pḏ.t⟩ */ˈpiːɟat/ > transcription akkadienne -pi-ta 'arc'.

#### Démotique
La source d'information la plus importante sur la phonologie démotique est le copte. L'inventaire consonantique du démotique peut être reconstitué à partir des données des dialectes coptes. L'orthographe démotique est relativement opaque. Les signes « alphabétiques » démotiques sont pour la plupart hérités de l'écriture hiéroglyphique et, en raison des changements phonétiques historiques, ils ne correspondent pas toujours parfaitement aux phonèmes démotiques. Cependant, l'écriture démotique présente certaines innovations orthographiques, comme l'utilisation du signe faisant /h̭/ pour /ç/, qui lui permettent de représenter des sons absents des formes anciennes de l'égyptien.
Les consonnes démotiques peuvent être divisées en deux classes principales : les obstruantes (occlusives, affriquées et fricatives) et les sonorantes (approximantes, nasales et semi-voyelles). Le voisement n'est pas un trait distinctif ; toutes les obstruantes étant sourdes et toutes les sonorantes étant voisées. Les occlusives peuvent être aspirées ou tenues (en) (non aspirées), quoique ces deux articulations aient pu fusionner dans certains contextes.
Le tableau suivant présente les consonnes de l'égyptien démotique. La valeur reconstruite d'un phonème est donnée en transcription API, suivie de la translittération du ou des signes alphabétiques démotiques correspondants entre chevrons ⟨ ⟩.
|             |            | Labiales | Alvéolaires   | Alvéolaires   | Postalvéolaires | Palatales | Vélaires | Pharyngales | Glottales |
| ----------- | ---------- | -------- | ------------- | ------------- | --------------- | --------- | -------- | ----------- | --------- |
| Nasales     | Nasales    | m        | n             | n             |                 |           |          |             |           |
| Obstruantes | Aspirées   | pʰ <p>   | tʰ <t ṯ>      | tʰ <t ṯ>      | t͡ʃʰ <ṯ>         | cʰ <k>    | kʰ <k>   |             |           |
| Obstruantes | Tenues     |          | t <d ḏ t ṯ ṱ> | t <d ḏ t ṯ ṱ> | t͡ʃ <ḏ ṯ>        | c <g k q> | k        |             |           |
| Obstruantes | Fricatives | f <f>    | s <s>         | s <s>         | ʃ <š>           | ç <h̭ ḫ>   | x <ẖ ḫ>  | ħ <ḥ>       | h <h>     |
| Spirantes   | Spirantes  | β <b>    | r <r>         | l <l r>       |                 | j <y ı͗>   | w <w>    | ʕ <ꜥ>       |           |

#### Copte
D'autres changements se produisent au Ier millénaire av. J.-C. ainsi qu'aux premiers siècles de notre ère, conduisant à l'émergence de la langue copte (entre le Ier et XIXe siècles environ). En dialecte sahidique, /ẖ ḫ ḥ/ fusionnent avec ϣ /š/ et ϩ /h/. Les dialectes bohaïrique et akhmimique sont plus conservateurs et maintiennent une fricative vélaire /x/ (ϧ en bohaïrique, ⳉ en akhmimique). La pharyngale *ꜥ fusionne avec la glottale /ʔ/, non sans affecter la qualité des voyelles environnantes. /ʔ/ n'est pas indiqué orthographiquement à moins qu'il ne suive une voyelle accentuée ; il est ensuite marqué en redoublant la lettre de la voyelle (sauf en bohaïrique). Le phonème ⲃ /b/ était probablement prononcé comme une fricative [β], et devient ⲡ /p/ après une voyelle accentuée dans des syllabes fermées en égyptien ancien (comparer ⲛⲟⲩⲃ < */ˈnaːbaw/ 'or' et ⲧⲁⲡ < */dib/ 'corne'). Les phonèmes /d g z/ n'apparaissent que dans les emprunts grecs, à de rares exceptions près déclenchées par un /n/ voisin : ⲁⲛⲍⲏⲃⲉ/ⲁⲛⲥⲏⲃⲉ < ꜥ.t n.t sbꜣ.w « école ».
Les *d ḏ g q plus anciens sont conservés comme t' c' k' k' éjectifs devant les voyelles en copte. Bien que les mêmes graphèmes soient utilisés pour les occlusives pulmonaires (⟨ⲧ ϫ ⲕ⟩), l'existence des premiers peut être déduite du fait que les occlusives ⟨ⲡ ⲧ ϫ ⲕ⟩ /p t c k/ sont aspirées allophoniquement [pʰ tʰ cʰ kʰ] devant les voyelles accentuées et les consonnes sonores. En bohaïrique, les allophones s'écrivent avec les graphèmes spéciaux ⟨ⲫ ⲑ ϭ ⲭ⟩, mais d'autres dialectes ne marquaient pas l'aspiration : ainsi le sahidique ⲡⲣⲏ ou le bohaïrique ⲫⲣⲏ (« soleil »).
Le système consonantique du copte est le suivant :
|                      |                      | Labiale      | Dentale      | Palatale     | Vélaire      | Glottale |
| -------------------- | -------------------- | ------------ | ------------ | ------------ | ------------ | -------- |
| Nasale               | Nasale               | ⲙ m          | ⲛ n          |              |              |          |
| Occlusive            | Sourde               | ⲡ (ⲫ) p (pʰ) | ⲧ (ⲑ) t (tʰ) | ϫ (ϭ) c (cʰ) | ⲕ (ⲭ) k (kʰ) | ʔ        |
| Occlusive            | Éjective             |              | ⲧ tʼ         | ϫ cʼ         | ⲕ kʼ         |          |
| Occlusive            | Voisée               |              | ⲇ d          |              | ⲅ ɡ          |          |
| Fricative            | Sourde               | ϥ f          | ⲥ s          | ϣ ʃ          | (ϧ, ⳉ) x     | ϩ h      |
| Fricative            | Voisée               | ⲃ β          | ⲍ z          |              |              |          |
| Approximante         | Approximante         | (ⲟ)ⲩ w       | ⲗ l          | (ⲉ)ⲓ j       |              |          |
| Battue (ou vibrante) | Battue (ou vibrante) |              | ⲣ r          |              |              |          |

### Voyelles
Les voyelles sont toujours courtes en syllabes non-accentuées (⟨tpj⟩ = */taˈpij/ « premier ») et longues en syllabes accentuées ouvertes (⟨rmṯ⟩ = */ˈraːmac/ « homme »), mais elles peuvent être courtes ou longues en syllabes accentuées fermées (⟨jnn⟩ = */jaˈnan/ « nous », ⟨mn⟩ = */maːn/ « rester »).
À la fin du Nouvel Empire, après Ramsès II, vers 1200 av. J.-C., */ˈaː/ se transforme en */ˈoː/ (comme en cananéen), ; */uː/, par conséquent, se transforme en */eː/.
Au début du Nouvel Empire, la forme brève accentuée */ˈi/ se transforme en */ˈe/ : ⟨mnj⟩ « Ménès » */maˈnij/ > */maˈneʔ/. Plus tard, probablement entre 1000 et 800 av. J.-C., une forme brève accentuée */ˈu/ se transforme en */ˈe/ : ⟨ḏꜥn.t⟩ « Tanis » */ˈɟuʕnat/ fut empruntée à l'hébreu sous la forme *ṣuʕn, mais fut transcrite ⟨ṣe-e'-nu/ṣa-a'-nu⟩ sous l'Empire néo-assyrien.
Les voyelles non accentuées, surtout après un accent, deviennent */ə/ : ⟨nfr⟩ 'bon' */ˈnaːfir/ > */ˈnaːfə/. */iː/ se transforme en */eː/ à côté de /ʕ/ et /j/ : ⟨wꜥw⟩ 'soldat' */wiːʕiw/ > */weːʕə/.
|          | Antérieures | Postérieures |
| -------- | ----------- | ------------ |
| Fermées  | i iː        | u uː         |
| Ouvertes | a aː        | a aː         |

|          | Antérieures | Centrales | Postérieures |
| -------- | ----------- | --------- | ------------ |
| Fermées  | iː          |           |              |
| Moyennes | e eː        | ə         | oː           |
| Ouvertes | a           | a         | a            |

Le système continue ensuite d'évoluer, de façon distincte selon les dialectes principaux de la langue égyptienne ; finalement, au moment de l'émergence de la langue copte, il est comme suit :
|          | Accentuées  | Accentuées   | Non-accentuées |
|          | Antérieures | Postérieures | Centrales      |
| -------- | ----------- | ------------ | -------------- |
| Fermées  | iː          | uː           |                |
| Moyennes | e eː        | o oː         | ə              |
| Ouvertes | a           | a            | a              |

### Structure syllabique
L'égyptien ancien possède la structure syllabique CV(ː)(C), dans laquelle le V est long dans les syllabes accentuées ouvertes et bref ailleurs. De plus, des formes CVːC ou CVCC peuvent apparaître en position accentuée finale d'un mot. Cependant, la forme CVːC n'apparaît qu'à l'infinitif des racines verbales biconsonantiques, et CVCC seulement dans certains pluriels,.
En égyptien récent, les formes CVːC, CVCC et CV accentuées deviennent beaucoup plus courantes en raison de la perte des dentales et des semi-voyelles.

### Accentuation
L'égyptien ancien accentue l'une des deux dernières syllabes. Selon certains spécialistes, il s'agirait d'une évolution depuis une époque du proto-égyptien où l'avant-dernière syllabe pouvait être accentuée, une caractéristique qui a disparu lorsque les syllabes posttoniques ouvertes ont perdu leurs voyelles : */ˈχupiraw/ > */ˈχupraw/ (« transformation »).

### Prononciation égyptologique
Par convention, les égyptologues utilisent une « prononciation égyptologique » en français : les consonnes ont des valeurs fixes et les voyelles sont insérées selon des règles essentiellement arbitraires. Deux de ces consonnes, appelées alef et ʿayin, se prononcent généralement comme la voyelle /ɑː/. Yodh se prononce /iː/, w /uː/. Entre les autres consonnes, un /ɛ/ est inséré. Ainsi, par exemple, la translittération la plus précise du nom égyptien Ramsès est rꜥ-ms-sw (« Râ est celui qui l'a enfanté ») et se prononce /rɑmɛssu/.
En transcription, ⟨a⟩, ⟨i⟩ et ⟨u⟩ représentent toutes des consonnes. Par exemple, le nom Toutânkhamon (1341-1323 av. J.-C.) s'écrivait en égyptien twt-ꜥnḫ-jmn (« image vivante d'Amon »). Les experts ont attribué des sons génériques à ces valeurs par commodité, ce qui constitue une prononciation artificielle et ne doit pas être confondu avec la prononciation égyptienne traditionnelle. Ainsi, bien que twt-ꜥnḫ-ı͗mn se prononce /tu.tã.ka'mõ/ dans la prononciation égyptologique moderne, de son vivant, son nom se prononçait vraisemblablement comme *[təˈwaːtəʔ ˈʕaːnəχ ʔaˈmaːnəʔ],,,,,, translittérable en təwā́təʾ-ʿā́nəkh-ʾamā́nəʾ.

## Héritage et influence
La langue égyptienne antique a survécu du Moyen Âge jusqu'à l'époque moderne sous la forme du copte. Après le XVIe siècle, le copte ne survit que comme langue vernaculaire isolée et comme langue liturgique pour les Églises copte orthodoxe et catholique. Le copte a également eu une influence durable sur l'arabe égyptien, qui l'a remplacé comme principale langue quotidienne en Égypte ; le substrat copte de l'arabe égyptien apparaît dans certains aspects de la syntaxe et, dans une moindre mesure, dans le vocabulaire et la phonologie.
Dans l'Antiquité, l'égyptien a exercé une certaine influence sur le grec classique, de sorte que plusieurs mots égyptiens empruntés au grec ont survécu jusqu'à l'usage moderne. Par exemple :
- ébène (égyptien hbnj, via le grec puis le latin)
- ivoire (égyptien ꜣbw, via le latin)
- natron (égyptien nṯrj, via le grec)
- lys (égyptien ḥrrt, copte hlēri, via le grec)
- ibis (égyptien hbj, via le grec)
- oasis (égyptien wḥꜣt, via le grec)
- barge (égyptien bꜣjr, via le grec)
- pharaon (égyptien pr ꜥꜣ, lit. « grande maison », via l'hébreu et le grec)

La Bible hébraïque contient également des mots, termes et noms que les érudits attribuent à l'origine égyptienne. Zaphnath-Paaneah, le nom égyptien donné à Joseph, en est un exemple.
La racine étymologique de « Égypte » est la même que celle du mot « Copte » : elle est issue du nom égyptien tardif de Memphis, Hikuptah, une continuation du moyen égyptien ḥwt-kꜣ-ptḥ (littéralement « temple du ka (âme) de Ptah »).